# Fire Emblem: Thracia 776
Fire Emblem: Thracia 776 (яп. ファイアーエムブレム　トラキア776 Файа: Эмубурэму Торакиа Нана Нана Року) — тактическая ролевая игра, созданная Intelligent Systems и изданная Nintendo. Пятая игра в серии Fire Emblem. Последняя игра серии, созданная под руководством Сёдзо Каги. Также третья и последняя Fire Emblem, вышедшая для игровой консоли Super Famicom. Релиз состоялся 1 сентября 1999 года. Изначально распространялась через картриджи Nintendo Power (загрузка данных в катриджи). Обычная ROM-версия была выпущена в 2000 году. С 15 июля 2008 доступна через Nintendo Virtual Console в Японии.
Thracia 776 является сюжетным ответвлением предыдущей игры серии, Fire Emblem: Genealogy of the Holy War: события происходят между 5 и 6 главами предыдущей части; несколько персонажей из Fire Emblem: Genealogy of the Holy War принимают участие в сюжете.

## Игровой процесс
Fire Emblem: Thracia 776 является тактической ролевой игрой с классической для серии пошаговой боевой системой. Игра наследует механику способностей из Fire Emblem: Genealogy of the Holy War. Впервые в серии присутствует механика «тумана войны»: несколько сражений происходят ночью, из-за чего обзор игрока в них ограничен. Юниты раскрывают лишь несколько клеток вокруг себя, но способны использовать более эффективные факелы, действующие на больший радиус. В игре есть команда захвата: юниты (союзные и вражеские) могут брать в плен противников и разоружать их. Всадники могут в любой момент спешиться, изменяя собственные характеристики. Так, например, всадники с копьями или топорами могут использовать мечи; в свою очередь, определённые главы требуют исключительно пеших юнитов. Уникальна также и система усталости: когда персонаж вступает в бой с противником, шкала усталости пополняется на одну единицу. Когда шкала усталости заполняется, персонаж не может принять участия в следующей главе.

## Сюжет

### Сеттинг
Действие игры разворачивается в вымышленном королевстве Тракия (англ. Thracia) и республике Манстер (англ. Munster) на континенте Югдраль (англ. Jugdral).

### История
События игры начинаются в середине сюжета Genealogy of the Holy War и разворачиваются в 776 году. История начинается с того, что главный персонаж Лейф (англ. Leif), сын падшего принца Куана (англ. Quan) из королевства Леонстер (англ. Leonster), собирается восстановить королевство.